# Étienne Tempier
Étienne Tempier (noto anche come Stéphane d'Orléans), (Orléans, ... – Parigi, 3 settembre 1279) è stato un teologo e vescovo cattolico francese, Chancellier dell'École cathédrale de Paris e vescovo di Parigi dal 1268 al 1279. Egli è ricordato per la condanna di 13 proposizioni filosofiche o teologiche d'ispirazione aristotelica o averroista, che possono essere raggruppate in quattro temi: eternità del mondo, negazione della provvidenza universale di Dio, unicità dell'anima intellettuale per tutti gli uomini (monopsichismo) e determinismo.

## Biografia
Nato ad Orléans in data non conosciuta, Tempier studiò a Parigi dove divenne insegnante di teologia e canonico a Notre-Dame. Per un periodo di circa cinque anni (1263 – ca. 1268), Tempier fu cancelliere del capitolo di Notre Dame di Parigi, succedendo ad Erich von Veire. In quel tempo, il Cancelliere del capitolo era anche rettore dell'Università di Parigi.
Fu vescovo di Parigi dal 7 ottobre 1268 fino alla sua morte. Tempier fu un docente della facoltà di teologia.

## Condanne
Nel 1270 Tempier, emanò una formale condanna delle tredici "tesi" (proposizioni) enunciate dagli "aristotelici radicali". Tra queste, quelle relative all'unità dell'intelletto, alla necessità causale e all'eternità del mondo. L'indagine sugli errori prevalenti presso l'università parigina venne richiesta dal portoghese Juliani divenuto poi papa Giovanni XXI. Ex professore di teologia all'Università di Parigi, scrisse a Tempier il 28 gennaio 1277. Il papa disse a Tempier che aveva sentito notizie di opinioni eretiche nella zona di Parigi e gli chiese di essere informato della situazione. A questo punto Tempier stava già indagando sulle opinioni eretiche diffuse presso l'Università di Parigi.
Il 7 marzo 1277, Tempier ampliò il numero di tesi condannate a 219. La quarantanovesima della lista era l'asserzione che "Dio è incapace di muoversi nell'universo, perché ciò implica l'esistenza di un vuoto".
Egli fu assistito da una commissione di teologi dell'Università. Enrico di Gand faceva parte della Commissione episcopale di Tempier (assessores episcopi) di sedici maestri, che scrisse il proclama di 219 proposizioni emanato da Tempier il 7 marzo 1277. Le condanne nei confronti dell'aristotelismo a Parigi coinvolse Egidio Romano, Sigieri di Brabante, Boezio di Dacia, la Facoltà di Lettere e certe dottrine di Tommaso d'Aquino. Non è chiaro quali fossero le intenzioni di Tempier nell'emissione di questa condanna.
Tuttavia, gli studiosi scrissero che "La condanna parigina del 1277 è il simbolo di una crisi intellettuale presso l'Università. È indicativo di cambiamenti fondamentali nel pensiero speculativo e nella percezione culturale che si erano verificati nel tardo XIII secolo, che preannunciavano gli aspetti del pensiero moderno.
Tempier rovesciò anche il pensiero di Aristotele su di un punto: Dio avrebbe potuto creare più di un mondo (data la sua onnipotenza), ma sappiamo dalla rivelazione che ne fece uno solo.
Le sollecitazioni di Tempier sulla onnipotenza di Dio aprirono ogni tipo di possibilità per la comprensione del cosmo. Nel suo tentativo di difendere le capacità e i diritti esclusivi del Creatore, le proposizioni di Tempier portarono ad un nuovo approccio per comprendere il funzionamento dei corpi celesti e terrestri. Negando il fatto che i corpi celesti fossero animati, incorruttibili ed eterni, e confutando la tesi che il loro movimento sia il risultato di qualcosa di paragonabile ai desideri degli animali, nonché negando che le stelle avessero alcuna influenza sugli individui, mostrò che i cristiani erano pronti a confutare la visione del mondo di Aristotele insieme ad alcuni assunti di base della cultura greca.
I divieti di Tempier non limitarono la libera discussione delle dottrine tomiste ed ebbero scarsi risultati nel limitare la loro influenza presso l'Università di Parigi.
Il suo decreto venne attivamente contrastato e infine rovesciato nel 1325.